# Doświadczenie Torricellego

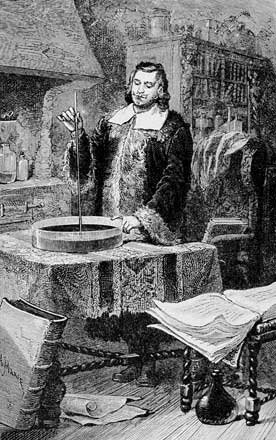
Torricelli demonstruje doświaczenie z rtęcią

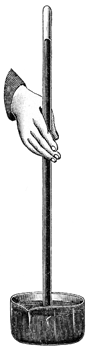
Probówka z rtęcią zanurzona w naczyniu

Doświadczenie Torricellego – przeprowadzone w 1643 r. przez Torricellego, ucznia Galileusza.
Torricelli, który miał wykazać, dlaczego nie można wypompować wody z kopalni pompą znajdującą się na powierzchni ziemi, wymyślił przyrząd demonstrujący to zjawisko.
Doświadczenie polega na napełnieniu metrowej probówki rtęcią. Próbówkę tę wprowadza się denkiem do góry do szerszego naczynia z rtęcią, aby naczynia utworzyły zespół połączony. W wyniku parcia rtęci znajdującej się wyżej na znajdującą się niżej, część płynu wypływa z probówki. Ponad rtęcią tworzy się próżnia zwana „próżnią Torricellego”. Po ustaleniu się równowagi w rurce pozostaje część rtęci. Wysokość pozostającego słupa rtęci jest niezależna od długości rurki, a jest zależna od ciśnienia atmosferycznego.
Eksperyment wykazał, że normalne ciśnienie atmosferyczne równoważy ciśnienie hydrostatyczne wywierane przez 0,76 m słupa rtęci (1013 hPa). Słup wody musiałby sięgać około 10 m, lecz rtęć jest ponad 13,5 razy gęstsza od wody i ma tyleż razy większy ciężar właściwy, dlatego słup rtęci jest odpowiednio niższy.
Obserwacje wysokości słupa (dokonane przez Pascala) wykazały, że ciśnienie atmosferyczne zmienia się (m.in. wzrost wysokości miejsca pomiaru oznacza spadek wysokości słupa rtęci powodowany zmniejszeniem słupa powietrza, a także jego rozrzedzeniem), skonstruowany na tej zasadzie przyrząd służący do pomiaru ciśnienia atmosferycznego nazwany jest barometrem rtęciowym.
Powszechne użycie barometrów rtęciowych do pomiaru ciśnienia atmosferycznego sprawiło, że utworzono (obecnie już historyczną, ale będącą jeszcze w użyciu) jednostkę ciśnienia – milimetr słupa rtęci, oznaczaną mm Hg, obecnie tor, symbol Tr.
{\displaystyle P_{1}} – ciśnienie wywierane przez powietrze na poziomie A.
{\displaystyle P_{2}} – ciśnienie wywierane przez słup rtęci na poziomie A.
{\displaystyle P_{0}} – ciśnienie nad słupem rtęci, w przybliżeniu równe zero.
{\displaystyle P_{2}=P_{0}+g\rho h}
{\displaystyle P_{1}=P_{2}}
{\displaystyle P_{0}=0}
Dlatego:
{\displaystyle P_{2}=g\rho h,}
gdzie:
- {\displaystyle \rho } – gęstość cieczy (tu rtęci),
- {\displaystyle g} – przyspieszenie ziemskie,
- {\displaystyle h} – wysokość słupa cieczy.